# W. Earl Brown
William "W." Earl Brown (Murray, 7 settembre 1963) è un attore e musicista statunitense.
È conosciuto soprattutto per aver interpretato Dan Dority nella serie televisiva Deadwood. Ha interpretato anche Kenny nel 1996 nel film Scream e Warren nel 1998 nel film Tutti pazzi per Mary. Più recentemente ha doppiato e filmato la Motion capture di Bill nel videogioco The Last of Us dell'azienda Naughty Dog e appare nella serie American Crime.

## Biografia
Nato a Murray, in Kentucky. Laureatosi nel 1986 alla Murray State University, si è trasferito a Chicago dove nel 1989 ha conseguito il suo MFA alla DePaul University Theatre School. Dopo aver partecipato a numerose commedie, inizia a recitare in film e serie televisive. Appare in alcune produzioni di Chicago tra il suo primo film Fuoco assassino e poi a seguire The Babe - La leggenda, Excessive Force, Rookie of the Year.
Nel 1993 si trasferisce Los Angeles. Fa parte del cast di Nightmare - Nuovo incubo e ottiene un ruolo minore in Vampiro a Brooklyn. Due anni dopo, Brown interpreta Warren in Tutti pazzi per Mary. Altri film in cui ha recitato sono Essere John Malkovich, Vanilla Sky, Dancing at the Blue Iguana, Alamo - Gli ultimi eroi e The Big White, The Master, The Sessions - Gli incontri, The Lone Ranger, Brother's Keeper e Wild.
In televisione è conosciuto soprattutto per aver interpretato Dan Dority in Deadwood. Durante la seconda stagione è invitato da David Milch a far parte dello staff che si occupa della scrittura dello show. Nel 2007 ottiene la candidatura al WGA Award per la scrittura di una serie drammatica e allo Screen Actors Guild per il miglior dramma. Nel corso degli anni, i suoi numerosi ruoli da guest star in televisione includono: Bates Motel, Rectify, Luck, American Horror Story, Justified, Six Feet Under, NYPD - New York Police Department, X-Files, The Mentalist, CSI - Scena del crimine, Ellen e Seinfeld. Ha avuto il ruolo di protagonista nel film Meatloaf: To Hell and Back.
Scrive e registra con la band di Los Angeles, Sacred Cowboys.

## Filmografia parziale

### Cinema
- Fuoco assassino (Backdraft), regia di Ron Howard (1991)
- The Babe - La leggenda (The Babe), regia di Arthur Hiller (1992)
- Da solo contro tutti (Excessive Force), regia di Jon Hess (1993)
- La recluta dell'anno (Rookie of the Year), regia di Daniel Stern (1993)
- Nightmare - Nuovo incubo (New Nightmare), regia di Wes Craven (1994)
- Vampiro a Brooklyn (Vampire in Brooklyn), regia di Wes Craven (1995)
- Scream, regia di Wes Craven (1996)
- Il collezionista (Kiss the Girls), regia di Gary Fleder (1997)
- Tutti pazzi per Mary (There's Something About Mary), regia di Peter e Bobby Farrelly (1998)
- Deep Impact, regia di Mimi Leder (1998)
- Essere John Malkovich (Being John Malkovich), regia di Spike Jonze (1999)
- Dancing at the Blue Iguana, regia di Michael Radford (2000)
- Lost Souls - La profezia (Lost Souls), regia di Janusz Kaminski (2000)
- Le insolite sospette (Sugar & Spice), regia di Francine McDougall (2001)
- Vanilla Sky, regia di Cameron Crowe (2001)
- Dunsmore, regia di Peter Spirer (2003)
- Alamo - Gli ultimi eroi (The Alamo), regia di John Lee Hancock (2004)
- Last Shot (The Last Shot), regia di Jeff Nathanson (2004)
- The Big White, regia di Mark Mylod (2005)
- Kids in America, regia di Josh Stolberg (2005)
- Provinces of Night, regia di Shane Dax Taylor (2010)
- The Sessions - Gli incontri (The Sessions), regia di Ben Lewin (2012)
- The Master, regia di Paul Thomas Anderson (2012)
- A Single Shot, regia di David M. Rosenthal (2013)
- The Lone Ranger, regia di Gore Verbinski (2013)
- Knights of Badassdom, regia di Joe Lynch (2013)
- Draft Day, regia di Ivan Reitman (2014)
- Wild, regia di Jean-Marc Vallée (2014)
- Black Mass - L'ultimo gangster (Black Mass), regia di Scott Cooper (2015)
- Highwaymen - L'ultima imboscata (The Highwaymen), regia di John Lee Hancock (2019)
- Ted Bundy - Confessioni di un serial killer (No Man of God), regia di Amber Sealey (2021)
- The Unforgivable, regia di Nora Fingscheidt (2021)
- The Dead Don't Hurt - I morti non soffrono (The Dead Don't Hurt), regia di Viggo Mortensen (2023)
- Shirley - In corsa per la Casa Bianca (Shirley), regia di John Ridley (2024)

### Televisione
- Seinfeld – serie TV, episodio 5x16 (1994)
- La signora in giallo (Murder, She Wrote) – serie TV, episodio 11x10 (1994)
- Ellen – serie TV, episodio 2x19 (1995)
- The Cherokee Kid – film TV (1996)
- X-Files (The X-Files) – serie TV, episodio 9x12 (2002)
- Push, Nevada – serie TV, 5 episodi (2002)
- Angel – serie TV, episodio 2x08 (2000)
- Streghe (Charmed) – serie TV, episodio 3x17 (2001)
- NYPD - New York Police Department – serie TV, episodi 7x12-10x22 (2000-2003)
- CSI - Scena del crimine (CSI: Crime Scene Investigation) – serie TV, episodi 1x21-10x09 (2001-2009)
- Six Feet Under – serie TV, episodio 2x08 (2002)
- Deadwood – serie TV, 36 episodi (2004-2006)
- CSI: Miami – serie TV, episodio 3x23 (2005)
- Psych – serie TV, episodio 2x09 (2007)
- The Mentalist – serie TV, episodio 1x05 (2008)
- Justified – serie TV, episodio 1x08 (2010)
- American Horror Story – serie TV, episodio 1x10 (2011)
- Burn Notice - Duro a morire (Burn Notice) – serie TV, episodio 5x07 (2011)
- Luck – serie TV, episodi 1x02-1x03 (2012)
- Major Crimes – serie TV, episodio 1x02 (2012)
- Perception – serie TV, episodio 1x02 (2012)
- Rectify – serie TV, episodio 1x05 (2013)
- Bates Motel – serie TV, episodio 1x01 (2013)
- Longmire – serie TV, episodio 2x04 (2013)
- Rogue – serie TV, 5 episodi (2013)
- Chicago Fire – serie TV, episodio 2x17-2x18-2x19 (2014)
- True Detective – serie TV, 5 episodi (2015)
- American Crime – serie TV, 11 episodi (2015)
- Wicked City – serie TV, 4 episodi (2015)
- Preacher – serie TV, 11 episodi (2016-2017)
- Superstition – serie TV, episodi 1x01-1x02-1x12 (2017-2018)
- I'm Dying Up Here - Chi è di scena? (I'm Dying Up Here) – serie TV, 7 episodi (2017)
- Reprisal – serie TV, 7 episodi (2019)
- Deadwood - Il film (Deadwood: The Movie), regia di Daniel Minahan – film TV (2019)
- The Mandalorian – serie TV, episodio 2x01 (2020)
- Cinque giorni al Memorial (Five Days at Memorial) – miniserie TV, 7 puntate (2022)
- The Book of Boba Fett – miniserie TV, puntate 6-7 (2022)
- Hacks – serie TV, episodi 2x02-2x07-3x07 (2022-2024)
- Hello Tomorrow! – serie TV, 6 episodi (2023)
- Yellowstone – serie TV, episodio 5x09 (2024)

### Videogiochi
- The Last of Us (2013)

## Doppiatori italiani
Nelle versioni in italiano delle opere in cui ha recitato, W. Earl Brown è stato doppiato da:
- Paolo Marchese in Psych, Perception, Wild, Black Mass - L'ultimo gangster
- Stefano Mondini in Dancing at the Blue Iguana, Alamo - Gli ultimi eroi, Cold Case - Delitti irrisolti
- Mario Bombardieri in Major Crimes, Rectify, American Crime
- Wladimiro Grana in Scream, CSI - Scena del crimine (ep. 1x21)
- Roberto Stocchi in X-Files, Grey's Anatomy
- Roberto Draghetti in Deadwood, Deadwood - Il film
- Claudio Fattoretto in Last Shot, CSI: Miami
- Saverio Indrio in The Mentalist, Ted Bundy - Confessioni di un serial killer
- Ambrogio Colombo in The Master, Shirley - In corsa per la Casa Bianca
- Roberto Certomà in Tutti pazzi per Mary
- Massimo Milazzo in Angel
- Simone Mori in Vanilla Sky
- Francesco Pannofino in Le insolite sospette
- Marco Mete in CSI - Scena del crimine (ep. 10x09)
- Davide Marzi in Luck
- Nicola Braile in The Sessions - Gli incontri
- Mauro Magliozzi in The Lone Ranger
- Lucio Saccone in Draft Day
- Massimo Corvo in True Detective
- Marco Pagani in Preacher
- Luca Semeraro in I'm Dying Up Here - Chi è di scena?
- Enrico Chirico in The Unforgivable
- Daniele Valenti in Yellowstone

Da doppiatore è sostituito da:
- Claudio Moneta in The Last of Us
- Stefano Mondini in Archer